# Boada
Boada là một đô thị ở tỉnh Salamanca, phía tây Tây Ban Nha, cộng đồng tự trị Castile-Leon. Boada có cự ly 58 kilômét so với thành phố tỉnh lỵ Salamanca và có dân số 384 người.
Đô thị này nằm ở khu vực có độ cao 779 mét trên mực nước biển.
Mã số bưu chính là 37290.